# VID vitenskapelige høgskole
VID vitenskapelige høgskole er en norsk højskole på universitetsniveau (norsk: vitenskapelig høgskole; engelsk Specialized University) med hovedcampus i Oslo og andre campusser i Bergen, Stavanger og Tromsø, der forsker og tilbyder studier på alle niveauer op til doktorgrad i sundheds- og socialvidenskab, teologi, diakoni, samfundsvidenskab, pædagogik og ledelse. VID har omkring 50 uddannelser. Sygeplejerskeuddannelsen er den største uddannelse og den traditionelle kerneaktivitet. Højskolen udbyder også studier i andre sundhedsprofessioner og professionsstudiet i teologi (cand.theol.).
VID er et datterselskab af fonden Diakonhjemmet, en uafhængig diakonal institution inden for Den norske kirke. VID blev etableret i 2016 gennem en sammenlægning af Diakonhjemmet Høgskole med flere mindre højskoler med en historie tilbage til 1843. Campus Diakonhjemmet, som er VIDs hovedkvarter og største campus, ligger på Frøen i Oslo ved siden af søstervirksomheden Diakonhjemmet Sykehus, som også ejes af Diakonhjemmet. Fra 2022 havde VID omkring 6.000 studerende og 600 ansatte og var Norges tredjestørste private højskole.